# Concepcion (Misamis Occidental)
Concepcion è una municipalità di quinta classe delle Filippine, situata nella Provincia di Misamis Occidental, nella Regione del Mindanao Settentrionale.
Concepcion è formata da 18 baranggay:
- Bagong Nayon
- Capule
- Guiban
- Layaan
- Lingatongan
- Maligubaan
- Mantukoy
- Marugang
- New Casul
- Poblacion
- Pogan
- Small Potongan
- Sosoon
- Upper Dapitan
- Upper Dioyo
- Upper Potongan
- Upper Salimpuno
- Virayan